# Sam Hill (ciclista)
Samuel Hill (conocido como Sam Hill; Viveash, 21 de julio de 1985) es un deportista australiano que compitió en ciclismo de montaña en la disciplina de descenso. Ganó seis medallas en el Campeonato Mundial de Ciclismo de Montaña entre los años 2004 y 2010.
Ganó el campeonato mundial de 2010 en Mont Saint Anne, compitiendo para el equipo Monster Energy Specialized con una bicicleta Specialized Demo 8 II. También ganó la Copa del Mundo UCI de Descenso en la categoría Elite Masculina en 2007 y 2009 (clasificación general). En diciembre de 2012 se anunció que Hill había firmado con el equipo Chain Reaction Cycles/Nukeproof. A partir de 2016, Hill cambió a competir en la modalidad de enduro y ganó el título general de la Serie Mundial de Enduro en 2017. En el mismo año, compitió en el Campeonato Mundial de Descenso en Cairns, Australia, utilizando su bicicleta de enduro, donde finalizó en sexto lugar.

## Carrera temprana en el ciclismo
En 2001, a los 16 años de edad, Sam Hill hizo su primera aparición en la escena internacional de carreras de bicicleta de montaña, asistiendo a su primera carrera en el extranjero en Canadá y Estados Unidos. Obtuvo el tercer lugar en el Campeonato Mundial de Vail en la categoría Sub-19 (Junior) de Descenso.
En 2002 ganó el Campeonato Australiano en la categoría Sub-19. Ese mismo año fue coronado Campeón Mundial Junior de Descenso en el Campeonato Mundial en Kaprun, Austria.
En 2003, con tan solo 18 años, Hill ganó tanto el Campeonato Australiano como el Campeonato de Oceanía en la categoría Élite de Descenso. Luego logró defender con éxito su título de Campeón Mundial Junior en Lugano, Suiza.
En 2010  aparición en la película de ciclismo de montaña Follow me.[cita requerida]

## Estilo de conducción
Sam Hill es conocido por su habilidad para recorrer circuitos empinados y técnicos, en contraposición a circuitos más planos que requieren pedaleo. Ha ganado regularmente en una de las pistas más empinadas y técnicas del Circuito de la Copa del Mundo, Schladming. Su famosa carrera en Champery (2007) también es testimonio de su nivel de habilidad excepcional en circuitos técnicos. Sam logró un segundo puesto en la tercera ronda de la Enduro World Series 2016 en Irlanda, en un circuito que requería una gran fuerza de pedaleo y habilidad técnica. 
Sam Hill es notable por ser uno de los pocos ciclistas profesionales de enduro que utiliza pedales planos.

## Carreras destacadas

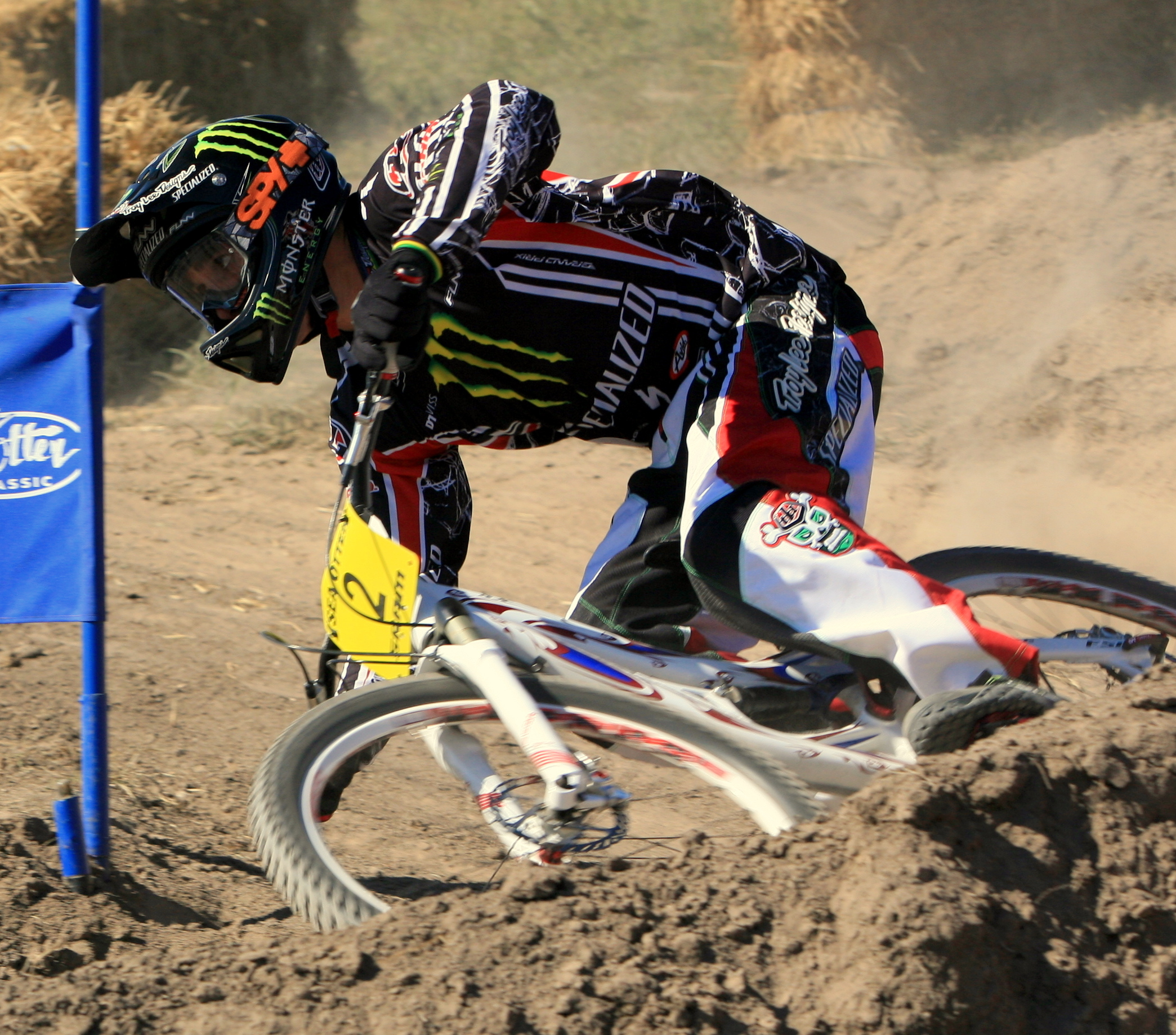
Sam Hill en 2009

Campeonato Mundial de Descenso 2003, Lugano, Suiza. En ese momento, Sam tenía solo 18 años y aún competía en la categoría junior (menores de 19 años). Entró en esta carrera como favorito para ganar el título junior. El circuito también era perfecto para el estilo de Sam, empinado y técnico. Eric Carter, la leyenda del ciclismo de montaña, vio a Sam montar por primera vez en esta carrera y dijo de él: "Pasó por una sección tan rápido, y era tan rocosa y embarrada y suelta, que no podía entender... cómo hizo que su bicicleta hiciera lo que hizo". Durante su carrera tuvo una caída, pero aun así logró llevarse el título junior, aunque sorprendentemente quedó en tercer lugar en la clasificación general del día. Si no se hubiera caído, seguramente habría superado a Greg Minaar en el tiempo más rápido y habría ganado el título mundial de la categoría senior a los 18 años.

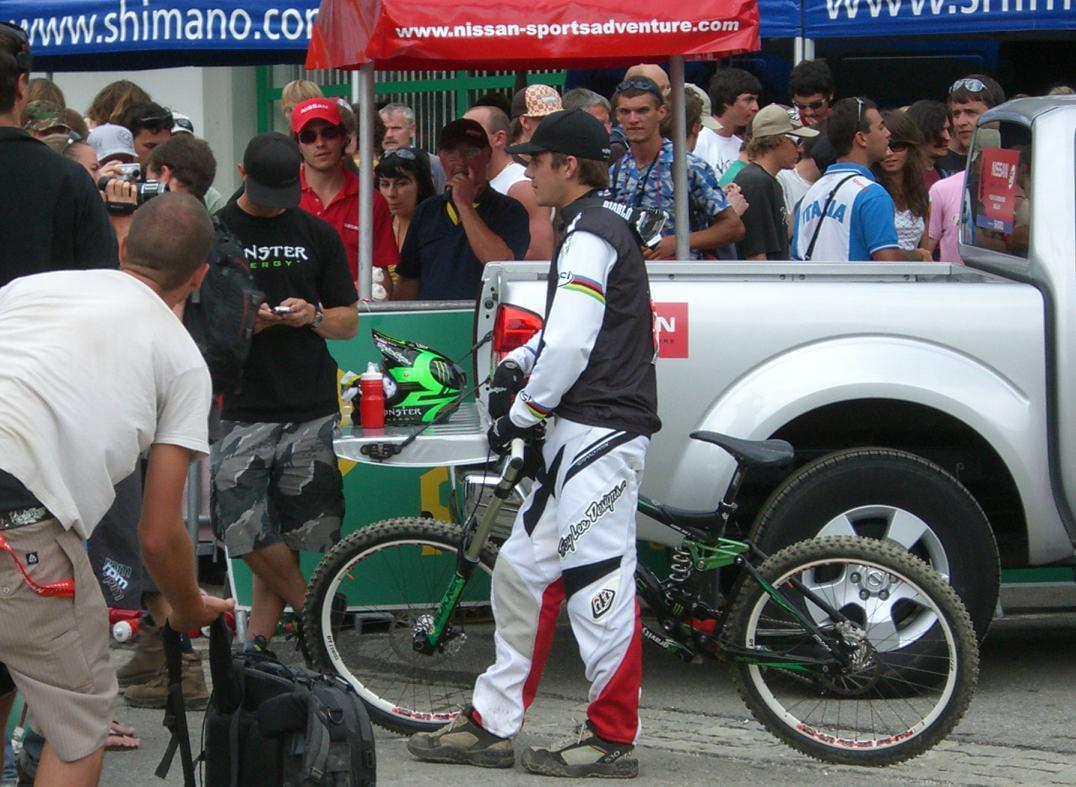
Sam Hill en la Copa del Mundo de Descenso en Schladming 2007

2007 ronda 2 de la Copa del Mundo, Champéry, Suiza. Después de quedar en quinto lugar en la primera ronda en Vigo, España, todas las miradas estaban puestas en Sam Hill en la segunda ronda. La pista extremadamente empinada y técnica parecía hecha a medida para el joven australiano. Todo parecía ir bien para Hill cuando se clasificó en primer lugar temprano en el día de la carrera, superando al segundo clasificado por más de 14 segundos. Hill se veía confiado para las Finales. Sin embargo, con aproximadamente 30 corredores por salir, en posiblemente la pista más peligrosa que la serie de la copa del mundo había visto en muchos años, el cielo se abrió. Había llovido todos los días durante el fin de semana, pero no tan fuerte. Los corredores que se clasificaron en el top diez, se vieron terminando en los cuarenta y cincuenta. Cuando el último hombre en bajar la pista, Hill, partió, nadie podía creer lo que veían. El Campeón del Mundo en ese momento estaba bajando la pista más rápido que los mejores corredores en condiciones perfectas y secas. El tiempo parcial de Hill era más rápido que el segundo lugar (Steve Peat, quien corrió en seco), pero una caída más adelante en su carrera significó que el australiano terminara en una muy respetable tercera posición, a solo 1.63 segundos del primer lugar, Matti Lehikoinen, quien también completó su última carrera en condiciones secas. La carrera de Hill pasará a la historia como una de las mejores carreras en mojado, si no una de las mejores de todos los tiempos. Dan Atherton dijo más tarde "Nos mostró a todos que no está terminado hasta que realmente está terminado". Además, el eventual ganador Matti Lehikoinen declaró después de la carrera "Yo jugué las tácticas (refiriéndose a una pausa de 20 segundos en su carrera de práctica, asegurando una posición de clasificación más baja para evitar cambios climáticos desfavorables), pero Sam es el ganador del día. No hay dudas". Steve Peat dijo "Sam es el rey, dale la corona". A pesar de su notable y sin duda inigualable talento para montar en condiciones desfavorables, Sam admite que rara vez monta bajo la lluvia. En una entrevista con Steve Jones de la revista Dirt, que aparece en la película 'Earthed 5: The Law of Fives', cuando le preguntaron si llovía tanto en Australia y si estaba acostumbrado a montar en tales condiciones, Sam respondió "Ni siquiera veo una gota de lluvia cuando estoy en Australia". Jones luego preguntó "Entonces, ¿nunca montas bajo la lluvia?" La respuesta de Hill fue simplemente, "Mi bicicleta se ensucia".
Campeonato Mundial de Descenso 2008, Val di Sole, Italia.  Sam Hill llegó a esta carrera como el campeón mundial reinante. Con cuatro corredores restantes en la colina, Sam Hill comenzó su última carrera. En el punto intermedio estaba cinco segundos por delante y nadie podía creer lo rápido que iba, incluso el comentarista, Rob Warner, un antiguo corredor de nivel mundial. Rob Warner exclamó "¡Mira lo rápido que va!", "¡Parece que la película se ha acelerado!". Se estima que Sam estaba 10 segundos por delante cuando llegó a la última curva a la izquierda en la parte inferior de la pista. Hizo uno de sus clásicos derrapes alrededor de la esquina, pero al enderezarse en la salida, su bicicleta se le deslizó repentinamente. Se subió rápidamente a su bicicleta, pero eso le costó su ventaja y terminó a 0.5 segundos del segundo lugar, Steve Peat.

## Resultados
2001
3er lugar en Descenso Junior - Vail, Colorado, EE. UU. A los 16 años
2002
 Campeón Mundial Junior en Descenso - Kaprun, Austria A los 17 años
2003
 Campeón Mundial Junior en Descenso - Lugano, Suiza A los 18 años
2004
3er lugar en el Campeonato Mundial de Ciclismo de Montaña y Trials de la UCI 2004 - Les Gets, Francia, en la modalidad de Descenso
2.º lugar en la Copa del Mundo de Ciclismo de Montaña de la UCI 2004 - Descenso (Clasificación general)
3er lugar: Copa del Mundo de la UCI DH en Fort William
4.º lugar: Copa del Mundo de la UCI DH en Les 2 Alpes, Francia
3er lugar: Copa del Mundo de la UCI DH en Schladming
2.º lugar: Copa del Mundo de la UCI DH en Mont Saint Anne
3er lugar: Copa del Mundo de la UCI DH en Livigno, Italia
2005
2.º lugar en el Campeonato Mundial de Ciclismo de Montaña y Trials de la UCI 2005 - Livigno, Italia, en la modalidad de Descenso
2.º lugar en la Copa del Mundo de Ciclismo de Montaña de la UCI 2005 - Descenso (Clasificación general)
3er lugar: Copa del Mundo de la UCI DH en Vigo, España
5.º lugar: Copa del Mundo de la UCI DH en Willigen, Alemania
1er lugar: Copa del Mundo de la UCI DH en Schladming, Austria
1er lugar: Copa del Mundo de la UCI DH en Pila, Italia
6.º lugar: Copa del Mundo de la UCI DH en Fort William, Escocia
2006
 1er lugar, Campeonato Mundial de Ciclismo de Montaña y Trials de la UCI 2006 - Rotorua, Nueva Zelanda, en la modalidad de Descenso
2.º lugar en la Copa del Mundo de Ciclismo de Montaña de la UCI 2006 - Descenso (Clasificación general)
6.º lugar: Copa del Mundo de la UCI DH en Vigo, España
1er lugar: Copa del Mundo de la UCI DH en Fort William, Escocia
14.º lugar: Copa del Mundo de la UCI DH en Willigen, Alemania
3er lugar: Copa del Mundo de la UCI DH en Mont Sainte Anne, Canadá
5.º lugar: Copa del Mundo de la UCI DH en Balneario Camboriu, Brasil
1er lugar: Copa del Mundo de la UCI DH en Schladming, Austria (ganó por 8.17 segundos)
2007
 1er lugar, Campeonato Mundial de Ciclismo de Montaña y Trials de la UCI 2007, Descenso - Fort William, Escocia
1er lugar en la Clasificación General de la Copa del Mundo de Ciclismo de Montaña de la UCI, Descenso
5.º lugar: Copa del Mundo de la UCI DH en Vigo, España
3er lugar: Copa del Mundo de la UCI DH en Champery, Suiza
1er lugar: Copa del Mundo de la UCI DH en Mont Sainte-Anne, Canadá
1er lugar: Copa del Mundo de la UCI DH en Schladming, Austria
1er lugar: Copa del Mundo de la UCI DH en Maribor, Eslovenia
2008
3er lugar en el Campeonato Mundial de Ciclismo de Montaña y Trials de la UCI 2008 - Descenso, Val di Sole, Italia
2.º lugar en la Clasificación General de la Copa del Mundo de Ciclismo de Montaña de la UCI 2008, Descenso
1er lugar: Copa del Mundo de la UCI DH en Maribor, Eslovenia
2.º lugar: Copa del Mundo de la UCI DH en Vallnord, Andorra
5.º lugar: Copa del Mundo de la UCI DH en Fort William, Gran Bretaña
2.º lugar: Copa del Mundo de la UCI DH en Mont Sainte-Anne, Canadá
1er lugar: Copa del Mundo de la UCI DH en Bromont, Canadá
11.º lugar: Copa del Mundo de la UCI DH en Canberra, Australia
2.º lugar: Copa del Mundo de la UCI DH en Schladming, Austria
2009 – Equipo Specialized/Monster Energy
5.º lugar, Campeonato Mundial de Ciclismo de Montaña y Trials de la UCI 2009, Descenso - Canberra, Australia
1er lugar en la Clasificación General, Copa del Mundo de Ciclismo de Montaña de la UCI 2009, Descenso
4.º lugar: Copa del Mundo de la UCI DH en Pietermaritzburg, Sudáfrica
2.º lugar: Copa del Mundo de la UCI DH en La Bresse, Francia
31.º lugar: Copa del Mundo de la UCI DH en Vallnord, Andorra
2.º lugar: Copa del Mundo de la UCI DH en Fort William, Gran Bretaña
2.º lugar: Copa del Mundo de la UCI DH en Maribor, Eslovenia
1er lugar: Copa del Mundo de la UCI DH en Mont Sainte Anne, Canadá
3er lugar: Copa del Mundo de la UCI DH en Bromont, Canadá
1er lugar: Copa del Mundo de la UCI DH en Schladming, Austria
2010 – Equipo Specialized/Monster Energy
 1er lugar: Campeonato Mundial de Ciclismo de Montaña y Trials de la UCI 2010, Descenso - Mont Sainte Anne, Canadá
5.º lugar: Copa del Mundo de la UCI DH en Maribor, Eslovenia
--Ft William – Lesionado durante el entrenamiento--
13.º lugar: Copa del Mundo de la UCI DH en Windham, Estados Unidos
2011 – Equipo Specialized/Monster Energy
8.º lugar: Copa del Mundo de la UCI DH en Pietermaritzburg, Sudáfrica
9.º lugar: Copa del Mundo de la UCI DH en Fort William, Escocia
5.º lugar: Copa del Mundo de la UCI DH en Leogang, Austria
--Lesionado durante el entrenamiento – Cirugía de hombro--
7.º lugar: Campeonato Mundial de Ciclismo de Montaña y Trials de la UCI 2011
2012 – Equipo Specialized/Monster Energy
11.º lugar: Copa del Mundo de la UCI DH en Pietermaritzburg, Sudáfrica
7.º lugar: Copa del Mundo de la UCI DH en Val Di Sole, Italia
4.º lugar: Copa del Mundo de la UCI DH en Ft William, Escocia
5.º lugar: Copa del Mundo de la UCI DH en Mont St Anne, Canadá
7.º lugar: Copa del Mundo de la UCI DH en Windham, Estados Unidos
27.º lugar: Copa del Mundo de la UCI DH en Val D'Isere, Francia
7.º lugar: Copa del Mundo de la UCI DH en Hafjell, Noruega
2013 – Equipo Chain Reaction/Nukeproof
6.º lugar: Copa del Mundo de la UCI DH en Fort William, Reino Unido
3.º lugar: Copa del Mundo de la UCI DH en Mont Sainte Anne, Canadá
3.º lugar: Copa del Mundo de la UCI DH en Vallnord, Andorra
3.º lugar: Campeonato Australiano de Mountain Bike, AUS/CN
15.º lugar: Copa del Mundo de la UCI DH en Hafjell, Noruega
1er lugar: Subaru Gravity Cup Thredbo, AUS, Serie Nacional de DH
1.er lugar: Subaru Gravity Cup Mt Buller, AUS, Serie Nacional de DH
56.º lugar: Copa del Mundo de la UCI DH en Val Di Sol, Italia (5.º en la clasificación, accidente en la final)
5.º lugar: Halo BDS#1 Combe Sydenham, DH
2014 – Equipo Chain Reaction/Nukeproof
2.º lugar: Copa del Mundo de la UCI DH en Fort William, Escocia
1er lugar: Copa del Mundo de la UCI DH en Mont St. Anne, Canadá
1er lugar: Copa del Mundo de la UCI DH en Meribel, Francia
4.º lugar: Clasificación General de la Copa del Mundo de la UCI DH
2015 – Equipo Chain Reaction Cycles/PayPal
9.º lugar: Enduro World Series en Rotorua, Nueva Zelanda
2016 – Equipo Chain Reaction Cycles/PayPal
2.º lugar: Enduro World Series en Wicklow, Irlanda
1er lugar: Enduro World Series en Valberg-Guillaumes, Francia
2017 – Equipo Chain Reaction Cycles/PayPal
1er lugar en la Clasificación General, Enduro World Series
1er lugar: Enduro World Series en Aspen Snowmass, Estados Unidos
2.º lugar: Enduro World Series en Whistler, Canadá
2018 – Equipo Chain Reaction Cycles/PayPal
1er lugar: Enduro World Series en Lo Barrnechea, Chile
1er lugar: Enduro World Series en Manizales, Colombia
6.º lugar: Enduro World Series en Montagnes du Caroux, Francia
1er lugar: Enduro World Series en Petzen-Jamnica, Austria-Eslovenia
1er lugar: Enduro World Series en La Thuile, Italia
2.º lugar: Enduro World Series en Whistler, Canadá
Campeón general del Enduro World Series
2019 – Equipo Chain Reaction Cycles/Mavic
12.º lugar: Enduro World Series en Rotorua, Nueva Zelanda
8.º lugar: Enduro World Series en Tasmania, Australia
5.º lugar: Enduro World Series en Madeira, Portugal
2.º lugar: Enduro World Series en Val Di Fassa, Italia
12.º lugar: Enduro World Series en Les Orres Coupe du Monde, Francia
2.º lugar: Enduro World Series Canadian Open Enduro, Canadá
2.º lugar: Enduro World Series en Northstar California, Estados Unidos
2.º lugar: Enduro World Series Alpine Mountain Bike Festival en Zermatt, Suiza
1er lugar en la Clasificación General del Enduro World Series

## Palmarés internacional
| Campeonato Mundial | Campeonato Mundial         | Campeonato Mundial | Campeonato Mundial |
| Año                | Lugar                      | Medalla            | Competición        |
| ------------------ | -------------------------- | ------------------ | ------------------ |
| 2004               | Les Gets (Francia)         | Medalla de bronce  | Descenso           |
| 2005               | Livigno (Italia)           | Medalla de plata   | Descenso           |
| 2006               | Rotorua (Nueva Zelanda)    | Medalla de oro     | Descenso           |
| 2007               | Fort William (Reino Unido) | Medalla de oro     | Descenso           |
| 2008               | Val di Sole (Italia)       | Medalla de bronce  | Descenso           |
| 2010               | Mont-Sainte-Anne (Canadá)  | Medalla de oro     | Descenso           |